# Кампаньоло, Айона
Айона Виктория Кампаньоло (англ. Iona Victoria Campagnolo, урожд. Харди, англ. Hardy; 18 октября 1932, остров Гальяно, Британская Колумбия — 5 апреля 2024) — канадская ведущая радио и телевидения, политический и государственный деятель. Депутат городского совета Принс-Руперта, депутат Палаты общин Канады, государственный министр по делам физкультуры и любительского спорта в правительстве Пьера Трюдо, председатель Либеральной партии Канады, первая женщина — лейтенант-губернатор Британской Колумбии. Офицер ордена Канады (2008, член ордена Канады с 1973 года).

## Биография
Родилась в 1932 году на острове Гальяно. Когда девочке было 8 лет, семья перебралась в Принс-Руперт, где её отец получил работу на консервной фабрике. В 19 лет вышла замуж за Луиса Кампаньоло; в этом браке вырастила двух дочерей до того, как он завершился разводом.
Проявляла интерес к вопросам школьного образования, в 1966 году избрана в попечительский комитет школьного совета Принс-Руперта, а с 1968 по 1972 год была его председателем. В 1972 году избрана в городской совет Принс-Руперта. Одновременно работала радиоведущей. Работа Кампаньоло на станции CHTK заслужила высокую оценку, и в 1973 году она стала обладательницей звания ведущей года в Британской Колумбии.
В 1974 году победила на выборах в Палату общин Канады в избирательном округе Скина. Будучи депутатом, с октября 1975 года занимала должность парламентского секретаря министра по делам индейцев и развития Севера, а в 1976 году вошла в правительственный кабинет Пьера Трюдо как государственный министр по делам физкультуры и любительского спорта.
В 1979 году не сумела повторно избраться в парламент и вернулась к работе в СМИ. Вела передачу «Единственный в своём роде» (англ. One of a Kind) на телевидении CBC. Одновременно работала консультантом в ряде общественных и государственных организаций. В 1982 году избрана председателем Либеральной партии Канады, став первой женщиной в этой должности. В ходе предвыборной кампании многие телевизионные каналы Канады транслировали сцену, в ходе которой кандидат в премьер-министры от Либеральной партии Тернер, Джон похлопал Кампаньоло по ягодицам, а та тут же похлопала его в ответ. Кампаньоло, баллотировавшаяся в парламент от округа Северный Ванкувер — Бернаби, опять проиграла и в 1986 году покинула пост председателя партии.
В дальнейшем вела активную общественную работу. Внутри Канады занималась защитой прав женщин и Первых наций Канады. Была наблюдателем на выборах в странах Азии, Африки и Южной Америки, занималась защитой прав человека в этих регионах. Часто приглашалась в качестве эксперта в программы телекомпании PBS. Возглавляла такие неправительственные организации, как Северно-Южный институт, Фонд образования Южной Африки и Международный центр по правам человека и демократическому развитию. В 1992 году стала первым канцлером Университета Северной Британской Колумбии и оставалась на этом посту шесть лет. С момента основания в 1997 году возглавляла Совет бассейна Фрейзера — межправительственную структуру, занимающуюся экологическим регулированием в бассейне реки Фрейзер.
В сентябре 2001 года по представлению премьер-министра Канады Жана Кретьена назначена на пост лейтенант-губернатора Британской Колумбии. Стала первой женщиной в этой должности, которую занимала до сентября 2007 года. После 2007 года принимала участие в урегулировании конфликта вокруг земельных прав между коренными народами и правительством Канады, занималась также вопросами поддержания популяции лососёвых рыб.
Скончалась в апреле 2024 года в возрасте 91 года.

## Признание заслуг
Деятельность Айоны Кампаньоло была отмечена рядом государственных и общественных наград и званий. В 1973 году она стала членом ордена Канады, а в 2008 году повышена до звания офицера этого ордена. В 1998 году стала также членом ордена Британской Колумбии, а в 2002 году произведена в дамы справедливости ордена Св. Иоанна Иерусалимского. Как лейтенант-губернатор Британской Колумбии удостоена личного герба.
Обладательница почётных докторских званий от Университета Виктории, Университета Северной Британской Колумбии, Университета Саймона Фрейзера, Университета Брока и Университета Ройал-Роудс.